# Stéphanie de Virieu
Pour les autres membres de la famille, voir Famille de Virieu.
Stéphanie de Virieu née le 14 juillet 1785 à Saint-Mandé (Val-de-Marne) et morte le 9 mai 1873 à Poudenas (Lot-et-Garonne) est une artiste peintre et sculptrice française.

## Biographie
Fille du marquis de Virieu, Stéphanie de Virieu est l'élève de Jacques-Louis David. Elle produit des milliers d'œuvres : dessins au fusain, peintures, sculptures abordant les sujets les plus divers tels que le portrait, le paysage, les scènes de la vie quotidienne. Elle est l'auteur des portraits de Joseph de Maistre et d'Alphonse de Lamartine, ce dernier étant un ami intime de son frère Aymon,,.

## Galerie

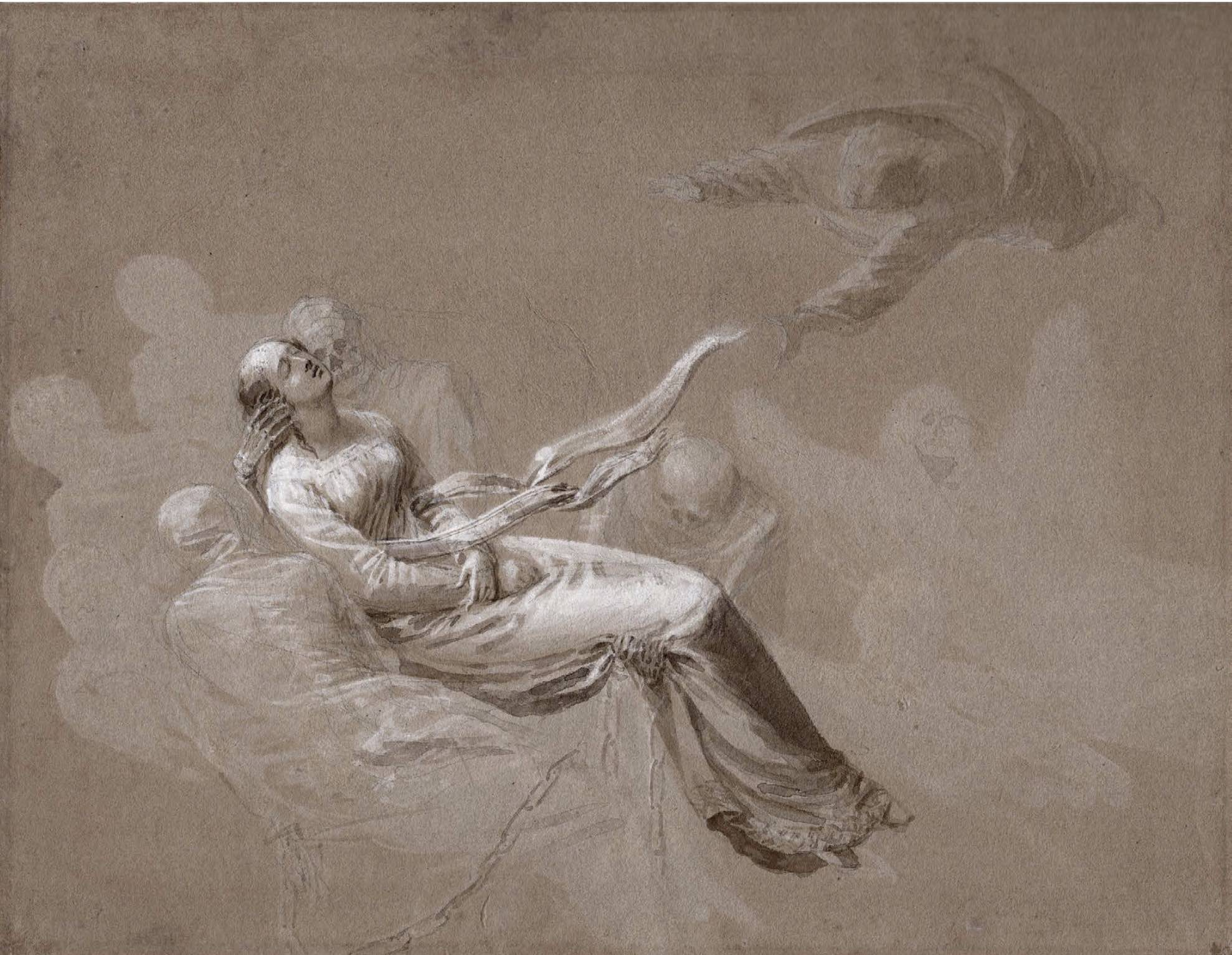
Dans les bras de la Mort, vers 1823.
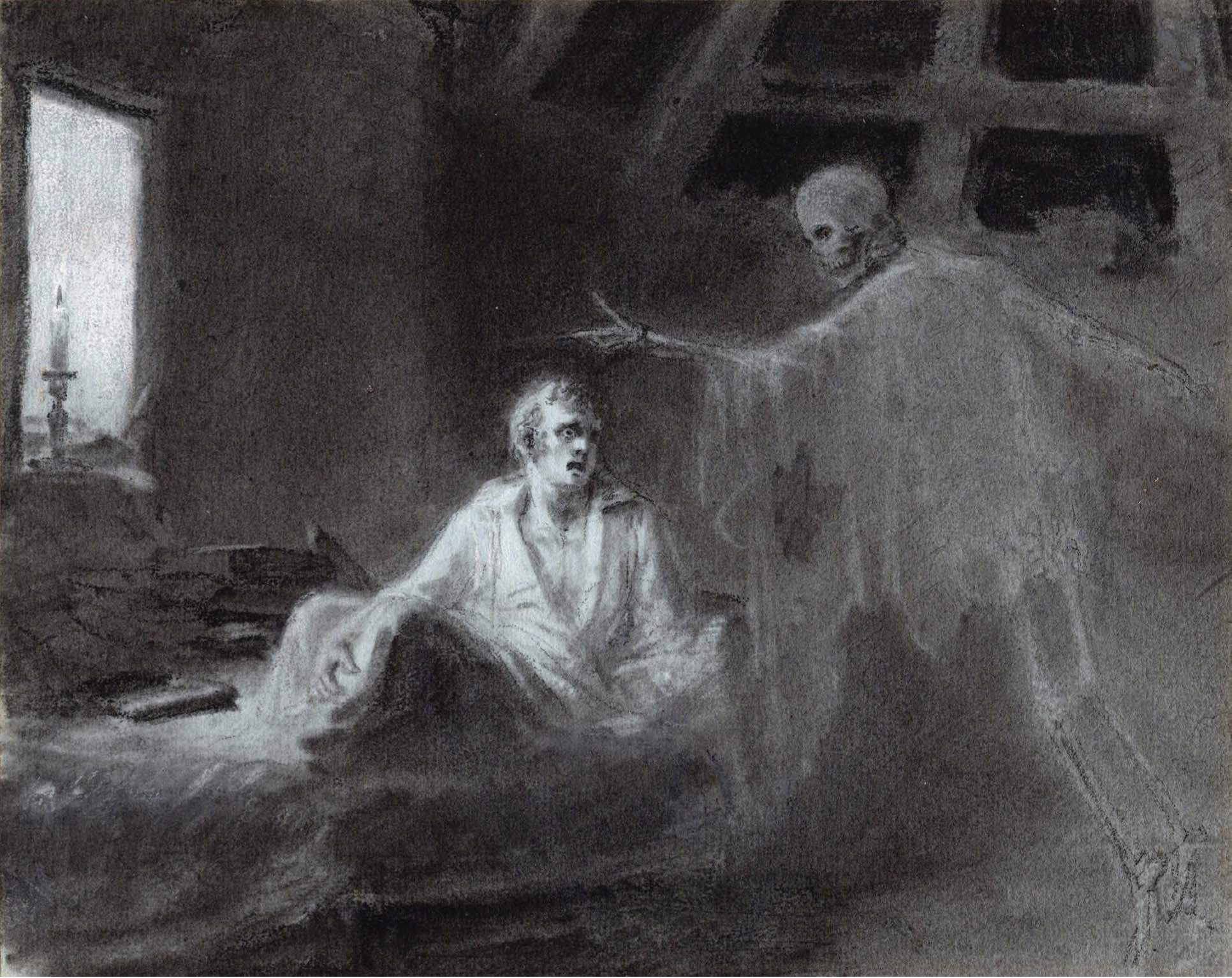
La Mort et le Poète, vers 1819-1823[5].